# جو كونيغ
جو كونيغ هو مخرج كندي، ولد في 14 أغسطس 1930 في درسدن في ألمانيا.

## وصلات خارجية
- جو كونيغ على موقع IMDb (الإنجليزية)
- جو كونيغ على موقع قاعدة بيانات الأفلام السويدية (السويدية)
- جو كونيغ على موقع كينوبويسك (الروسية)